# Kalkaska
Kalkaska is een plaats (village) in de Amerikaanse staat Michigan, en valt bestuurlijk gezien onder Kalkaska County.

## Demografie
Bij de volkstelling in 2000 werd het aantal inwoners vastgesteld op 2226.
In 2006 is het aantal inwoners door het United States Census Bureau geschat op 2214, een daling van 12 (-0.5%).

## Geografie
Volgens het United States Census Bureau beslaat de plaats een oppervlakte van
6,6 km², waarvan 6,5 km² land en 0,1 km² water. Kalkaska ligt op ongeveer 345 m boven zeeniveau.

## Plaatsen in de nabije omgeving
De onderstaande figuur toont nabijgelegen plaatsen in een straal van 36 km rond Kalkaska.